# Норусламби
Норусламби — озеро на территории Паданского сельского поселения Медвежьегорского района и Поповпорожского сельского поселения Сегежского района Республики Карелии.

## Общие сведения
Площадь озера — 3,4 км². Располагается на высоте 113,2 метров над уровнем моря.
Форма озера лопастная, продолговатая: вытянуто с северо-запада на юго-восток. Берега изрезанные, каменисто-песчаные, местами заболоченные.
Через озеро протекает река Сегежа, впадающая в Выгозеро.
В озере не менее десятка безымянных островов различной площади, однако их количество может варьироваться в зависимости от уровня воды.
К востоку от озера располагается посёлок Попов Порог, к которому подходит дорога местного значения 86К-309 («„Кола“ — Уросозеро — Попов Порог»).
Код объекта в государственном водном реестре — 02020001211102000007832.